# Ключ (громада)
Ключ (хорв. і босн. Opština Ključ, серб. Општина Кључ) — боснійська громада, розташована в Унсько-Санському кантоні Федерації Боснії і Герцеговини. Адміністративним центром є місто Ключ.